# Soczewica jadalna
Soczewica jadalna (Lens culinaris Medik.) – gatunek rośliny jednorocznej lub dwuletniej z rodziny bobowatych.

## Rozmieszczenie geograficzne
Soczewica jadalna rośnie dziko w Grecji i niektórych państwach Azji Zachodniej, Środkowej i Kaukazu: Cypr, Afganistan, Irak, Izrael, Jordania, Liban, Syria, Turcja, Pakistan, Kazachstan, Tadżykistan, Turkiestan, Uzbekistan. Jest uprawiana w wielu krajach świata. W Polsce jest uprawiana, rzadko dziczejąca (efemerofit). Obecnie głównymi rejonami jej uprawy są: Kanada (około 42% światowej produkcji), Indie, Turcja oraz USA (w sumie te cztery kraje wytwarzają ponad 80% światowej produkcji soczewicy)

## Morfologia

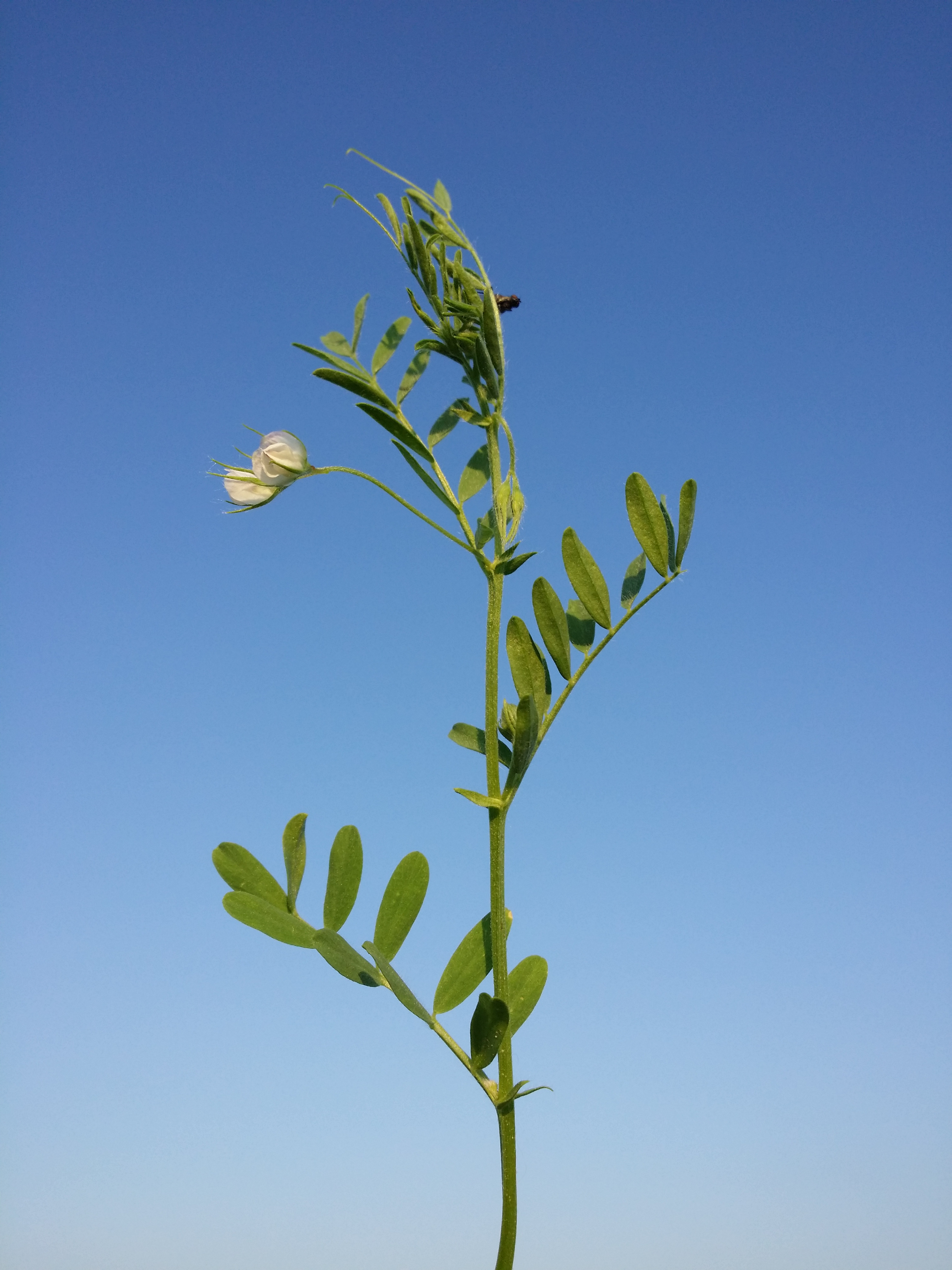
Pokrój

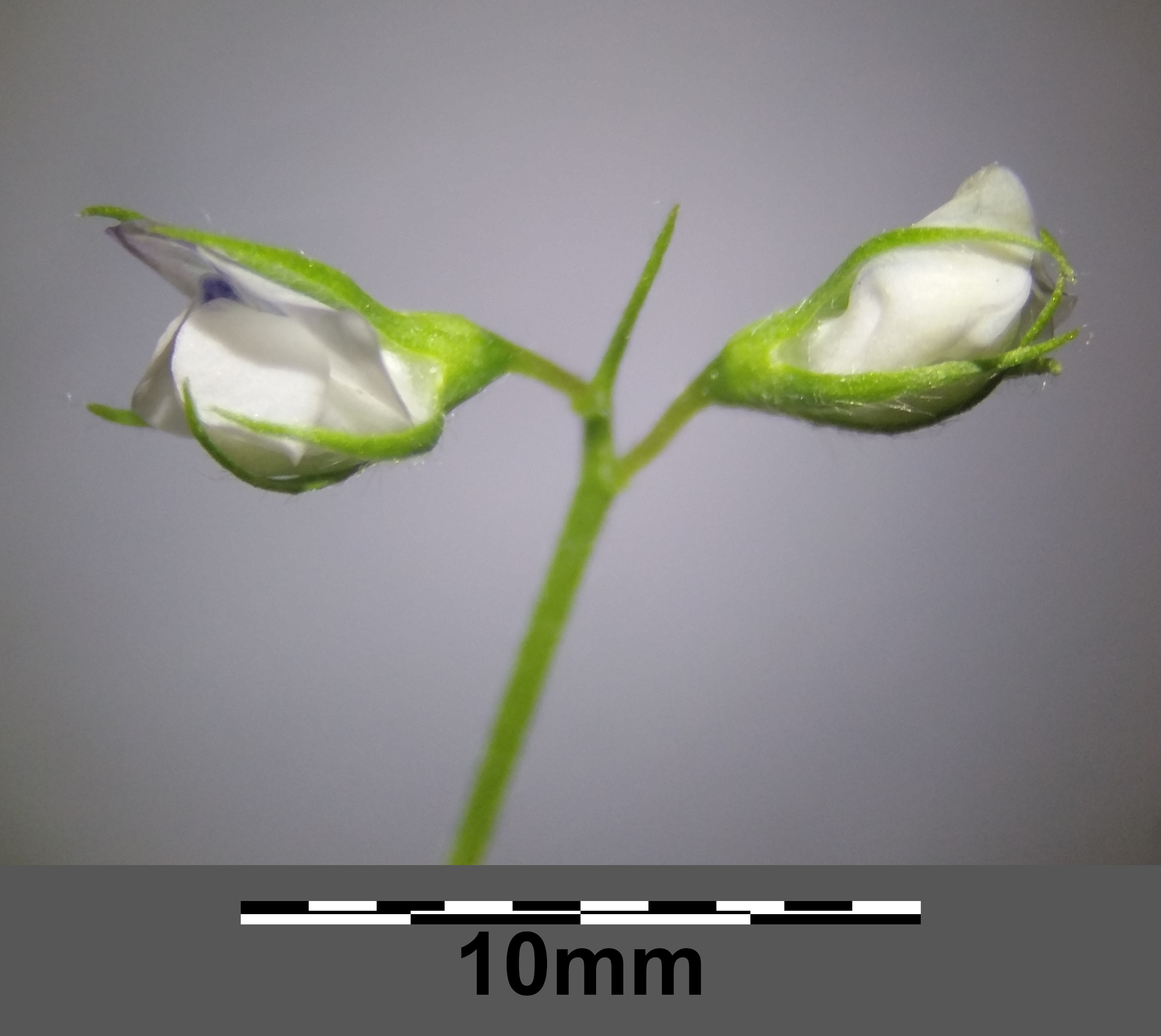
Kwiaty

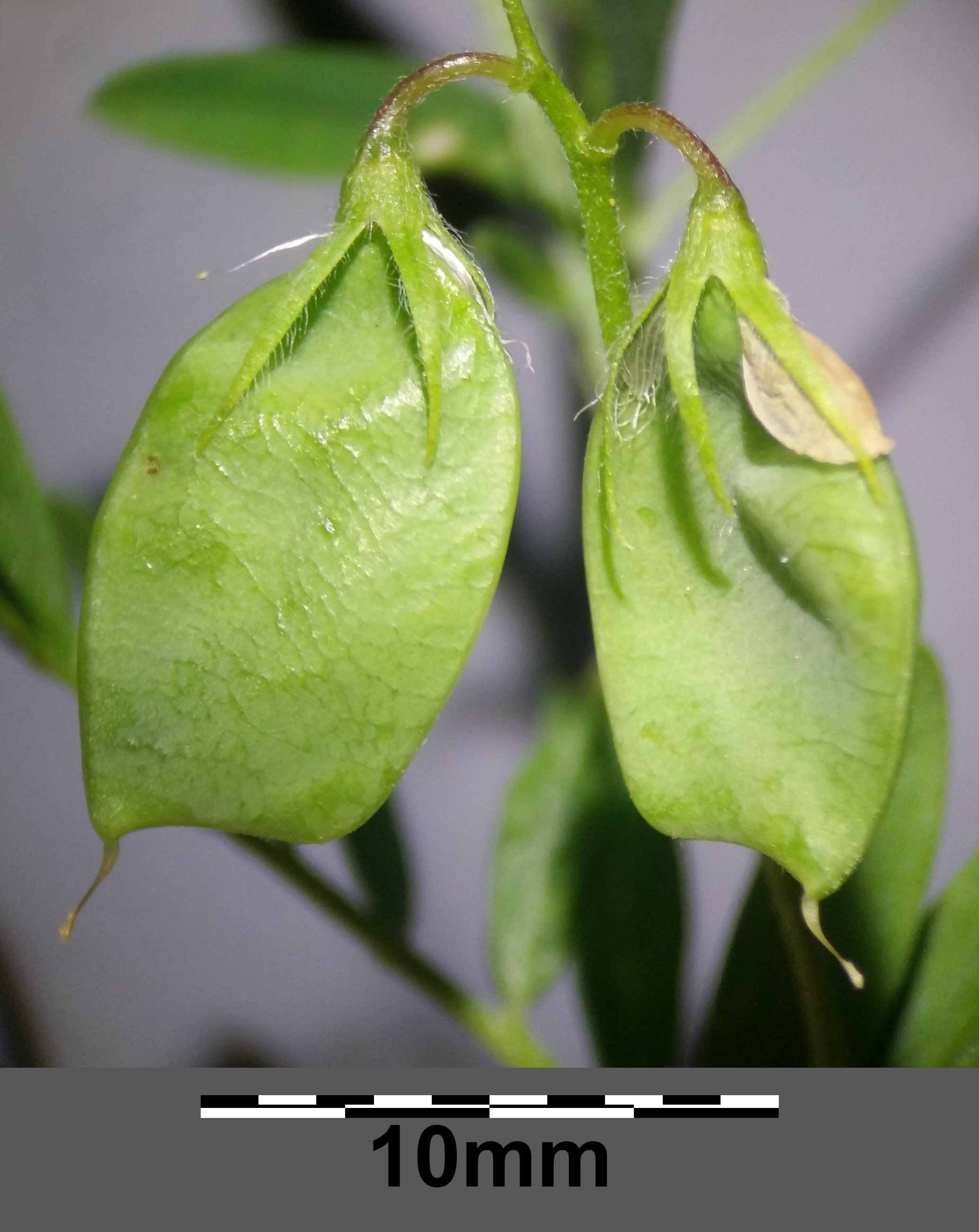
Owoce

ŁodygaWzniesiona lub podnosząca się, czworokątna z podłużną bruzdą, rozgałęziająca się. Dorasta do wysokości 0,4 m, jest omszona.
LiściePierzasto-złożone, składające się z 3–7 par wąskoeliptycznych i omszonych listków. Górne liście zakończone są wąsem, za pomocą którego roślina chwyta się podpór.
KwiatyWyrastają po 2–3 na długich szypułkach. Są drobne, niebieskiego koloru.
OwocZwisający strąk o długości 8–15 mm. Zawiera 1–3 dość duże, płaskie nasiona o ostrych brzegach.

## Zastosowanie

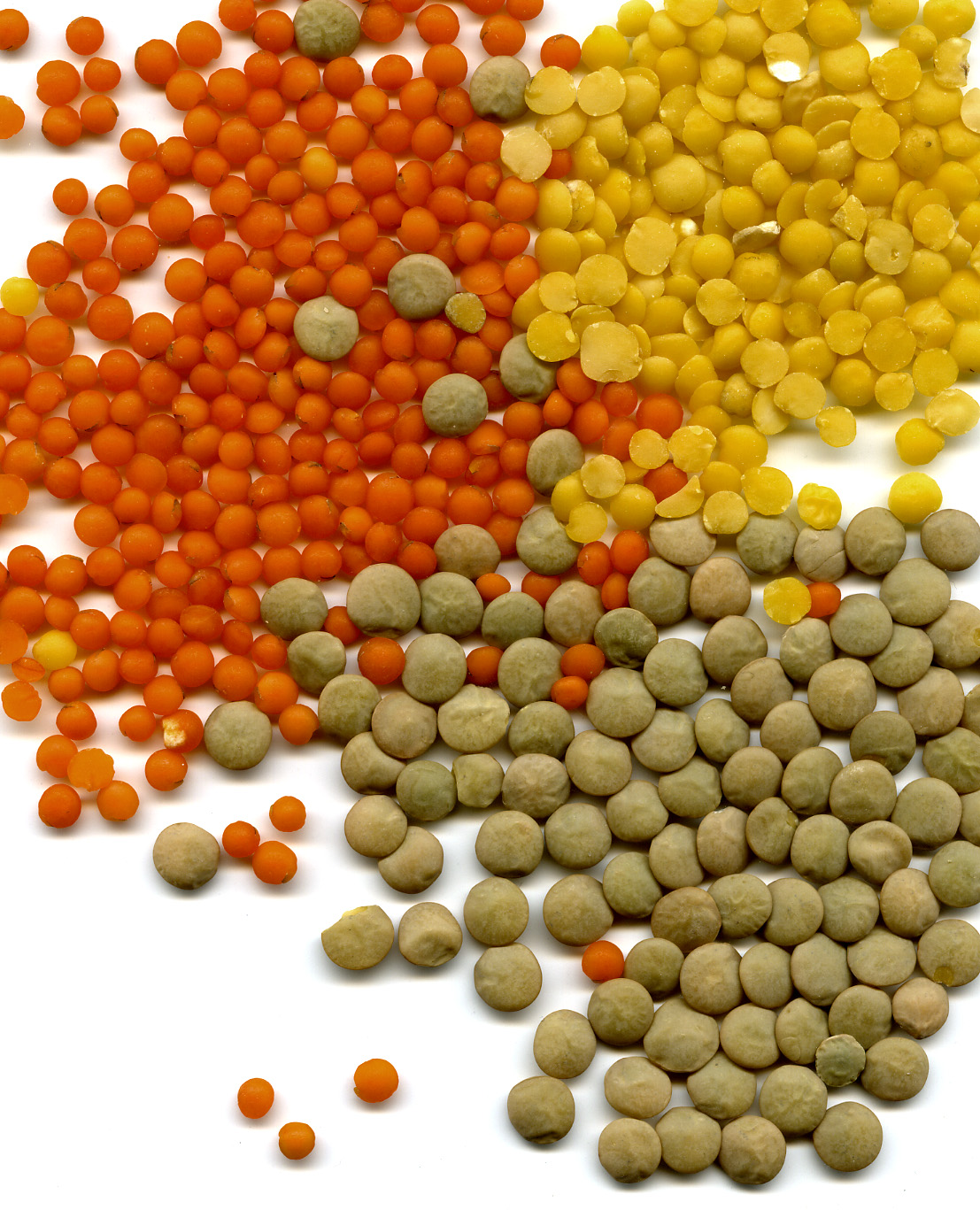
Nasiona soczewicy jadalnej

Roślina uprawna z grupy roślin strączkowych. Uprawiana na smaczne i pożywne nasiona, które do spożycia nadają się po ugotowaniu. Można także wytwarzać z nich mąkę. Jest uprawiana także jako roślina pastewna.

## Historia uprawy
Jest jedną z najdawniej uprawianych roślin. Najstarsze wykopaliska, w których znaleziono nasiona soczewicy pochodzą z ok. 9100 r. p.n.e., w północnym Iraku w miejscowości Jarmo ok. 7 tys. lat p.n.e., a na Ziemi Świętej 3000 lat p.n.e. Wzmiankowana jest w Biblii cztery razy. W Księdze Rodzaju (25,33–34) jest opis, jak Ezaw sprzedaje Jakubowi prawo swojego pierworództwa za miskę soczewicy. W drugiej Księdze Samuela (23,11), której akcja toczy się ok. 1000 lat p.n.e. jest werset: Była tam działka pola pełna soczewicy. Jej nasiona były podstawą wyżywienia w starożytnym Egipcie, starożytnej Grecji i starożytnym Rzymie. Na ziemiach polskich uprawiana była już w neolicie.